# Kevin Dobson
Pour les articles homonymes, voir Dobson.
Kevin Dobson est un acteur et réalisateur américain né le 18 mars 1943 à  Jackson Heights (État de New York) et mort le 6 septembre 2020 à  Stockton (Californie). 

## Biographie
Il est principalement connu pour avoir incarné le détective Bobby Crocker dans la série Kojak et le personnage de Mack MacKenzie dans la série Côte Ouest (spin-off de la série Dallas). Il réalisera principalement des séries TV. 

## Filmographie

### Cinéma
- 1971 : Klute d'Alan J. Pakula : Un homme au bar
- 1976 : La bataille de Midway (Midway) de Jack Smight : George Gay
- 1981 : La Vie en mauve (All Night Long) de Jean-Claude Tramont : Bobby Gibbons
- 1998 : Mom, Can I Keep Her? de Fred Olen Ray : Dr. Joel Blair
- 1999 : L'avocat du mal (Restraining Order) de Lee H. Katzin : Le capitaine de police
- 1999 : Nathan Grimm de Steven Ayromlooi (Court-métrage) : Nathan Grimm
- 2005 : Panique en altitude (Crash Landing) de Jim Wynorski : Davis
- 2007 : Chambre 1408 (1408) de Mikael Hafström : Un prêtre
- 2007 : April Moon de David Asmussen : Jeffrey
- 2009 : Portal de Geoffrey Schaaf : Benedict
- 2011 : The Representative de Richard McDowall : Hon. Justice Evans
- 2014 : Full Circle de Cristian Calen (Court-métrage) : Henry

### Télévision
- 1969-1971 : The Doctors (Série TV) : Un policier / un docteur / un ordonnée / Un interne / Un anesthésiste
- 1971 : La nouvelle équipe (The Mod Squad) (Série TV) : Howie
- 1972 : Emergency! (Série TV) : Le premier adjoint
- 1972 : L'Homme de fer (Ironside) (Série TV) : Un jeune marine
- 1972 : Cannon (Série TV) : Le garde de la sécurité de l'hôtel
- 1973 : Police Story (Série TV) : Un homme de patrouille
- 1973-1978 : Kojak (Série TV) : Det. Bobby Crocker
- 1976 : Stranded (Téléfilm) : Rafe Harder
- 1977 : Captain Kangaroo (Série TV) : Mac Hasty
- 1978 : The Immigrants (Série TV) : Pete Lomas
- 1978 : Greatest Heroes of the Bible (Série TV) : Joab
- 1979 : Transplant (Téléfilm) : John Hurley
- 1979 : Orphan Train (Téléfilm) : Carlin
- 1980 : Hardhat and Legs (Téléfilm) : Sal Pacheco
- 1980 : Les retrouvailles (Reunion) (Téléfilm) : Don Hollander
- 1980 : Mark, I Love You (Téléfilm) : Hal Painter
- 1981 : Meurtre sans mobile apparent (Margin for Murder) (Téléfilm) : Mike Hammer
- 1981-1982 : Shannon (Série TV) : Det. Jack Shannon
- 1982-1993 : Côte Ouest (Knots Landing) (Série TV) : Patrick 'Mack' MacKenzie
- 1984 : Bizarre, bizarre (Tales of the Unexpected) (Série TV) : Fred Pearson
- 1984 : Douce revanche (Sweet Revenge) (Téléfilm) : Col. Joseph Cheever
- 1989 : Argent, pouvoir et meurtre (Money, power, Murder) (Téléfilm) : Peter Finley
- 1990 : Kojak: It's always Something (Téléfilm) : Assistant A.D. Bobby Crocker
- 1990 : Casey's Gift: For Love of a Child (Téléfilm) : Hank Bolen
- 1991 : Requiem pour un assassin (Fatal Friendship) (Téléfilm) : Michael
- 1992 : Affaire piégée (Dirty Work) (Téléfilm) : Tom
- 1992 : A House of Secrets and Lies (Téléfilm) : Jack Evans
- 1993 : La condamnation de Catherine Dodds (The Conviction of Kitty Dodds) (Téléfilm) : Chuck Hayes
- 1994 : L'Homme à la Rolls (Burke's Law) (Série TV) : Sheriff Greene
- 1994 : Les Anges du bonheur (Touched by an Angel) (Série TV) : Coach  Earl Rowley
- 1994 : L'as de la crime (The Commish) (Série TV) : Frank Botrell
- 1995 : De l'amour à l'enfer (If Someone Had Known) (Téléfilm) : Jack Liner
- 1996 : Voice from the Grave (Téléfilm) : Det. Joe Sraccula
- 1996-1997 : F/X, effets spéciaux (F/X: The Series) (Série TV) : Detective Leo McCarthy
- 1997 : Retour sur la Côte Ouest (Knots Landing: Back to the Cul-de-Sac) (Téléfilm) : Mack MacKenzie
- 1997 : Demain à la une (Early Edition) (Série TV) : Darrel Foster
- 1998 : Nobody Lives Forever (Téléfilm) : Lt. Jim Ransom
- 2000 : Nash Bridges (Série TV) : Raymond Porter
- 2001 : The Haunted heart (Téléfilm) : Mr. Hopkins
- 2002 : D'une vie à l'autre (She's No Angel) ( Téléfilm) : Donald Shawnessy
- 2006-2007 : Amour, gloire et beauté (The Bold and the Beautiful) (Série TV) : Juge Devin Owens
- 2007 : Christmas at Cadillac Jack's (Téléfilm) : Un flic
- 2008 : Des jours et des vies (Days of our Lives) (Série TV) : Mickey Horton
- 2008 : Cold Case : Affaires classées (Série TV) : Mickey Thompson '08
- 2012 : Les experts (CSI: Crime Scene Investigation) (Série TV) : Malcolm Turner
- 2012 : Hawaii 5-0 (Hawaii 5-0) (Série TV) : Al Shepard
- 2013 : House of Lies (Série TV) : Mr. Pinkus
- 2013 : Bering Sea Beast (Téléfilm) : Glenn Hunter
- 2014 : Anger Management (Série TV) : Dr. Cameron